# Barbula chocayensis
Barbula chocayensis là một loài rêu trong họ Pottiaceae. Loài này được Broth. & Herzog mô tả khoa học đầu tiên năm 1916.